# Пеньки (Хмельницький район)
Пеньки́ — село в Україні,у Старокостянтинівській міській громаді Хмельницького району Хмельницької області. Населення становить 517 осіб. До 2020 орган місцевого самоврядування — Пеньківська сільська рада.

## Історія
Пеньки засновані на початку XVI століття. Жителі села брали участь у Коліївщині 1768 року.
7 (20) листопада 1917 року, відповідно до.Третього Універсалу Української Центральної Ради, увійшло до складу Української Народної Республіки.
12 червня 2020 року, відповідно до розпорядження Кабінету Міністрів України № 727-р «Про визначення адміністративних центрів та затвердження територій територіальних громад Хмельницької області», увійшло до складу Старокостянтинівської міської громади.
19 липня 2020 року, після ліквідації Старокостянтинівського району, село увійшло до Хмельницького району.

## Населення

### Мова
Розподіл населення за рідною мовою за даними перепису 2001 року:
| Мова       | Кількість | Відсоток |
| ---------- | --------- | -------- |
| українська | 513       | 99.23%   |
| російська  | 4         | 0.77%    |
| Усього     | 517       | 100%     |

## Відомі люди
- Кашлаков Василь Олегович (1987—2015) — старший лейтенант ЗСУ, учасник російсько-української війни.
- Якобчук Роман Іванович (1982—2015) — солдат Збройних сил України, учасник російсько-української війни.

## Галерея

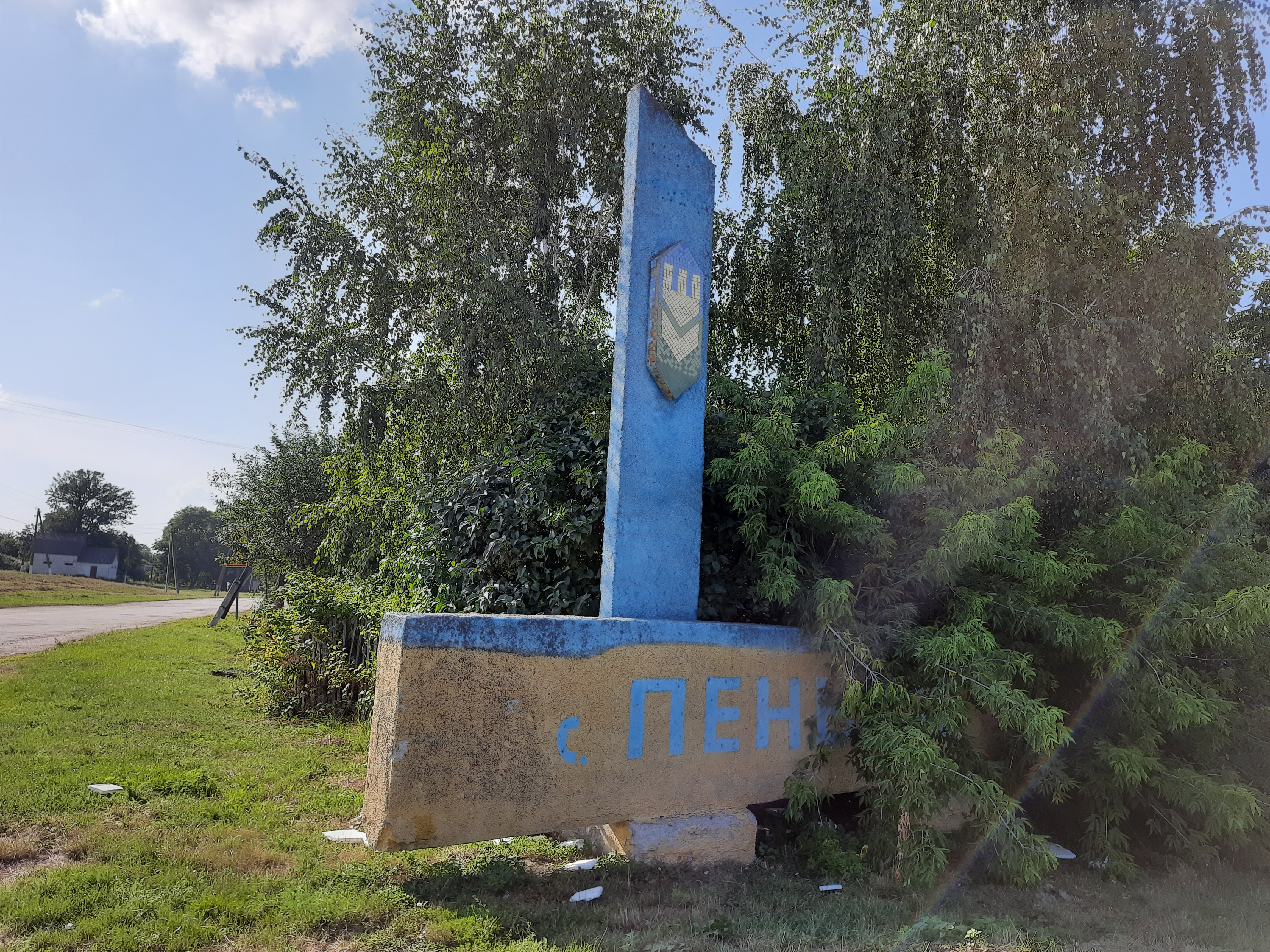
Знак при в'їзді в село
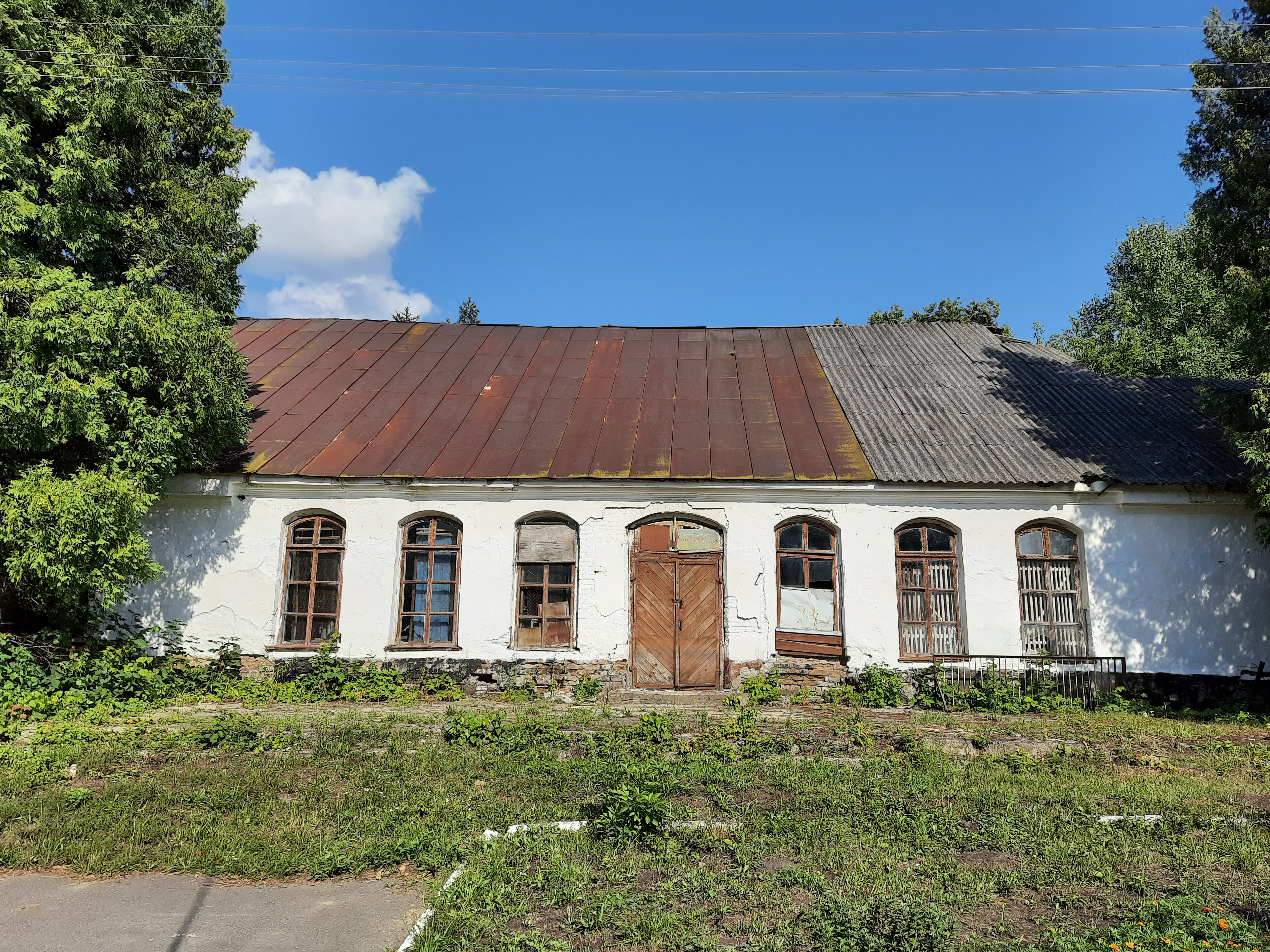
Колишня панська садиба
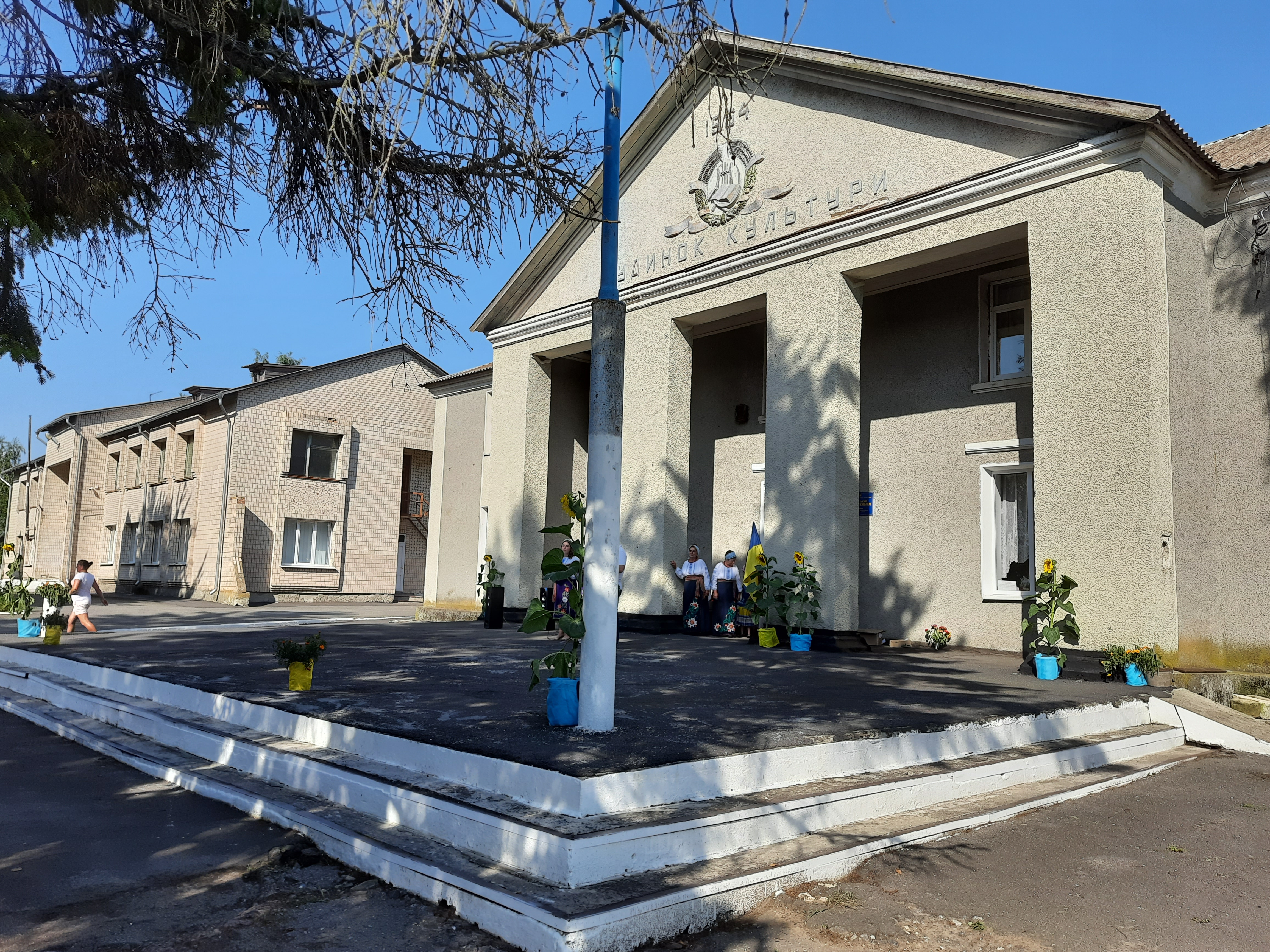
Будинок культури.
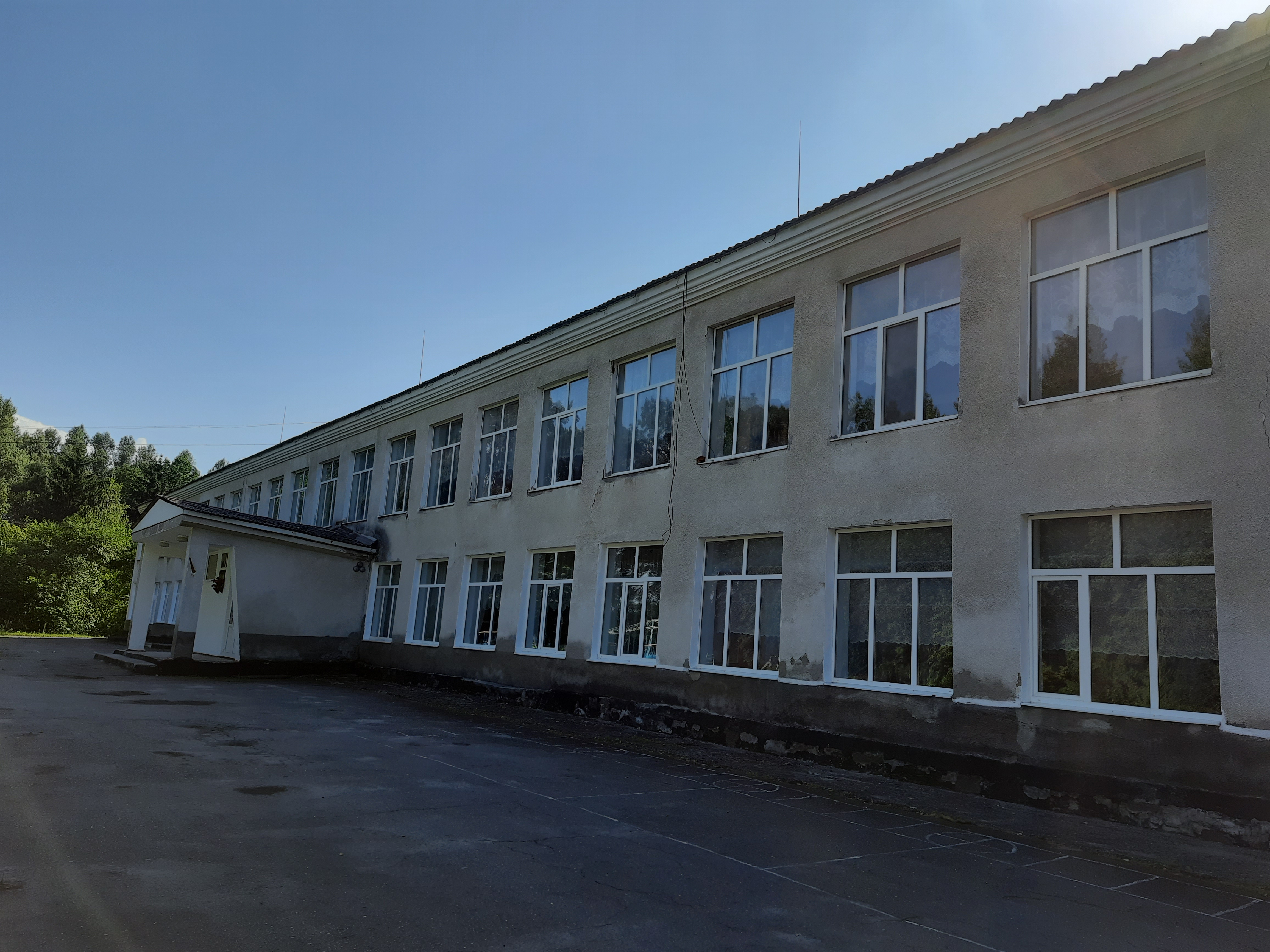
Школа
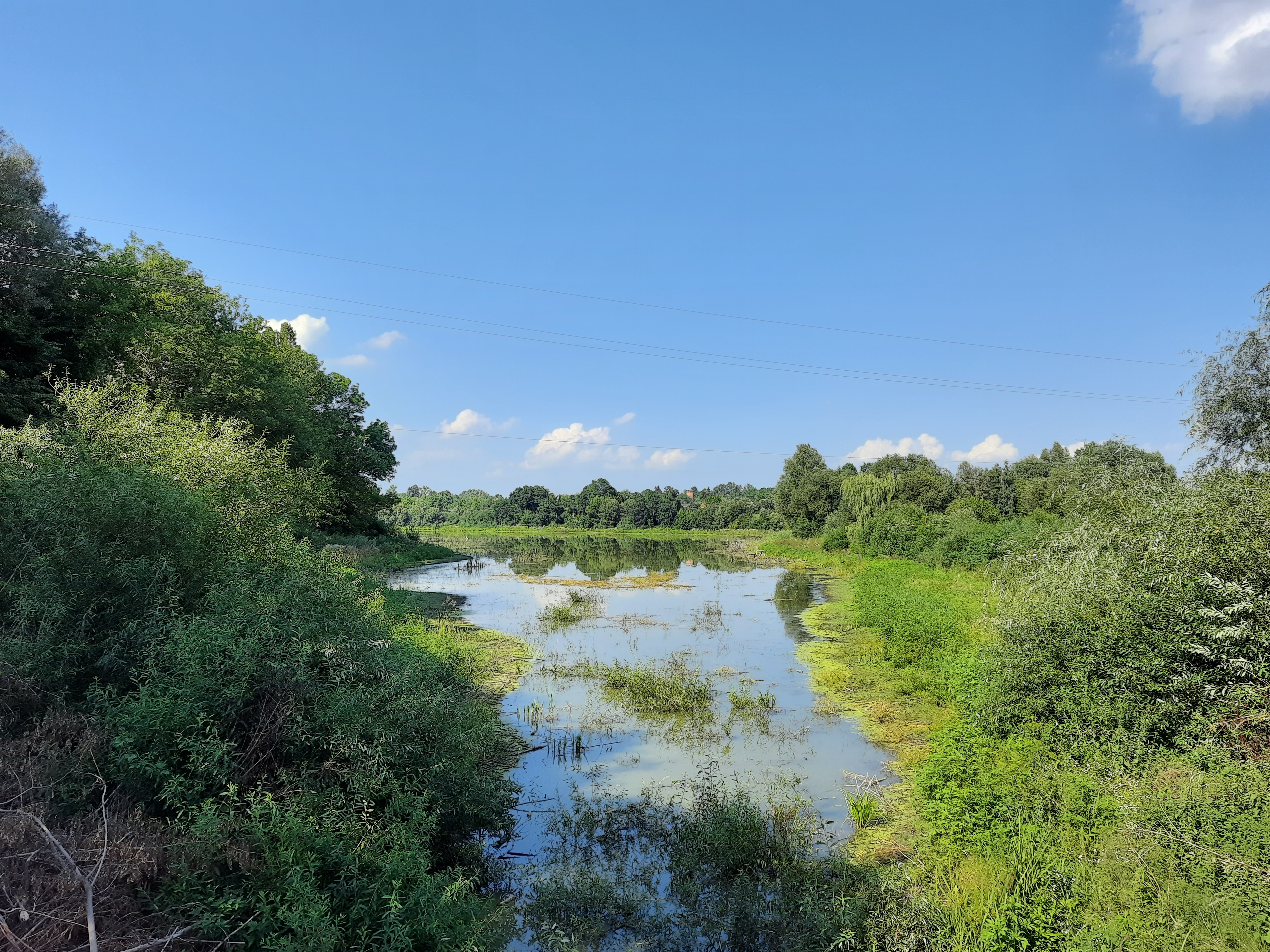
Ставок